# گریگوری پرلمان
گریگوری یاکولوویچ پرلمان (روسی: Григорий Яковлевич Перельман؛ IPA: [ɡrʲɪˈɡorʲɪj ˈjakəvlʲɪvʲɪtɕ pʲɪrʲɪlʲˈman] ()؛ زاده ۱۳ ژوئن ۱۹۶۶) ریاضی‌دان اهل روسیه است که به دلیل مشارکت در تجزیه و تحلیل هندسه ریمانی و توپولوژی هندسی شناخته شده‌است. او به‌طور گسترده به عنوان یکی از بزرگ‌ترین ریاضی‌دانان زنده شناخته می‌شود.
وی به دلیل اثبات حدس پوانکاره، مسئله‌ای که یک قرن ذهن بسیاری از ریاضیدانان را به خود مشغول کرده بود، در سال ۲۰۰۶ برنده مدال فیلدز شد که عالی‌ترین جایزه در زمینهٔ ریاضیات است. این نابغه بزرگ‌ترین افتخار دنیای ریاضی جهان را کسب کرد اما از پذیرش این جایزه سر باز زد و گفت «من به پول یا شهرت علاقه‌ای ندارم؛ نمی‌خواهم به نمایش گذاشته شوم.» در ۲۲ دسامبر ۲۰۰۶، مجله علمی ساینس اثبات حدس پوانکاره را به عنوان تحول علمی سال به رسمیت شناخت. این نخستین باری بود که چنین تحولی در زمینه ریاضی رخ می‌داد.
جان بال، رئیس مرکز جهانی ریاضیدانان، گفت که وی شخصاً از پرلمان خواسته بود تا این جایزه را ببرد، اما پرلمان به او گفته که از آنجایی که خودش را جزو جامعه ریاضیدانان جهانی نمی‌داند و احساس تک‌افتادگی می‌کند این جایزه را نمی‌پذیرد.
آقای پرلمان به خبرنگار یکی از روزنامه‌های بریتانیا دربارهٔ علت نپذیرفتن جایزه مؤسسه کلی گفت: «من همه آنچه را که می‌خواهم، در اختیار دارم.»
او برنده جایزه نقدی به ارزش یک میلیون دلار هم شده بود، که این جایزه بخاطر تئوری آقای پرلمان در مورد فضای چند بعدی به او تعلق یافت؛ اما او این جایزه را هم نپذیرفت.
آقای پرلمان برنده المپیاد ریاضی تمام روسی بوده و همچنین مشارکت‌های تحول‌سازی در هندسه ریمانی و توپولوژی هندسی داشته‌است.
در سال ۲۰۱۰ اعلام شد که ایشان به دلیل اثبات حدس پوانکاره حایز معیارهای لازم برای دریافت نخستین جایزه هزاره کلی است. در ۱ ژوئیه ۲۰۱۰ آقای پرلمان این جایزه را رد کرد و تصمیم هیئت داوران و جایزه را بسیار غیرمنصفانه دانست و گفت مشارکتش در حل فرض پوانکاره از ریچارد همیلتون بیشتر نبوده‌است. ایشان همچنین جایزه معتبر جامعه ریاضی اروپا را رد کرد.

## اوایل زندگی و تحصیلات
پرلمان در لنینگراد (سن پترزبورگ امروزی) شوروی در ژوئن ۱۹۶۶ از والدینی روس-یهودی زاده شد پدرش یعکوو (که امروزه در اسرائیل زندگی می‌کند) و مادرش لیوبوو. مادر گریگوری برای بزرگ کردن او تحصیلات عالی ریاضی خود را رها کرد. استعداد ریاضی او در ده سالگی بارز شد و مادرش او را در برنامه ریاضی بعد از مدرسه سرگی روکشین ثبت نام کرد.
او در یک مدرسه استثنایی با برنامه‌های پیشرفته ریاضی و فیزیک در لنینگراد تحصیل کرد و در همهٔ دروس به جز تربیت بدنی درخشید. در ۱۹۸۲ به عنوان یکی از اعضای تیم اتحاد جماهیر سوسیالیستی شوروی در المپیاد جهانی ریاضی، با کسب امتیاز کامل مدال طلا دریافت کرد. او تحصیل خود را در مدرسه ریاضی و مکانیک دانشگاه دولتی سن پترزبورگ، پی گرفت و بدون امتحان ورودی پذیرفته شد.
پس از دریافت پی اچ دی خود در ۱۹۹۰ به کار در دپارتمان لنینگراد مؤسسه مشهور ریاضی استلکوف آکادمی علوم روسیه، استادانش الکساندر دانیلویچ الکساندروف و یوری بوراگو بودند. در اواخر دهه ۸۰ و اوایل دهه ۹۰ او با توصیه نامه قوی استادانش در دانشگاه‌های آمریکا موقعیت‌های پژوهشی داشت.
در ۱۹۹۲، برای یک ترم به مؤسسه ریاضی کورانت و دانشگاه نیویورک و دانشگاه استونی بروک دعوت شد و به کار روی خمینه‌ها پرداخت. سپس به دانشگاه کالیفرنیا، برکلی رفت. از دانشگاه‌های برتر آمریکا چون دانشگاه پرینستون و دانشگاه استنفورد پیشنهاد کار گرفت ولی همه را رد کرد و در تابستان ۱۹۹۵ برای کاری صرفاً پژوهشی به مؤسسه استلکوف در سن پیترزبورگ رفت.